# Nistagme
El nistagme és un espasme clònic dels músculs motors del globus ocular que produeix moviments involuntaris d'aquest en diferents sentits: horitzontal, vertical, oscil·latori, rotatori, mixt, etc. El globus ocular es desvia lentament, i de seguida torna a la posició original.

## Tipus

### Fisiològic
Dura breus instants després de la hiperexcitació dels receptors del sistema vestibular; per exemple el que es produeix després que hom doni moltes voltes sobre si mateix en el mateix sentit.

### Patològic
Sol ser constant i que és el resultat dels danys a un o més components del sistema vestibular (conductes semicirculars, òrgans amb otòlits, vies aferents fins al cerebel o aquest); és del que es parlarà en aquest article.
Els pacients amb nistagme sovint posen el cap en una posició no normal per millorar la seva visió, anul·lant el més possible l'efecte que produeix el moviment dels ulls.

## Diagnòstic
El nistagme es pot investigar clínicament mitjançant una sèrie de proves estàndard no invasives. La més senzilla és la prova del reflex calòric, en la qual es tira a dins del conducte auditiu extern aigua calenta o freda o aire. El gradient de temperatura provoca l'estimulació del canal semicircular horitzontal i el consegüent nistagme. El nistagme és freqüentment present amb la malformació d'Arnold-Chiari.
El moviment resultant dels ulls es pot registrar i quantificar mitjançant un dispositiu especial anomenat electronistagmògraf (ENG), una forma d'electrooculografia (un mètode elèctric per mesurar els moviments oculars mitjançant elèctrodes externs), o un dispositiu encara menys invasiu anomenat videonistagmografia (VNG), una forma de videooculografia (VOG) (un mètode basat en vídeo per mesurar els moviments oculars mitjançant càmeres petites externes incorporades a les màscares del cap), administrada per un audiòleg. Es poden utilitzar cadires oscil·lants especials amb controls elèctrics per induir el nistagme rotatori.